# Ronilica R-2 Mala
R-2 Mala je naziv za diverzantsku ronilicu razvijenu u bivšoj SFRJ. Osim Hrvatske, koristi je Sirija i Švedska.

## Povijest razvoja
Mokra diverzantska ronilica R-2 razvijena je krajem 60-ih godina u bivšoj SFRJ na osnovu francuske ronilice PR-77. Prvenstveno je namijenjena za prebacivanje diverzanata do neprijateljskog položaja, a može se koristiti i u protudiverzantskoj obrani, za lociranje potonulih objekata ili podvodnih prepreka, pomoć u spasilačkim operacijama, proučavanje morskog dna...

## Dizajn
Trup ronilice izrađen je od aluminija i pleksiglasa. U prednjem dijelu ronilice je prostor za dva člana posade, upravljački uređaji, sustavi za navigaciju i oprema za disanje. Količina dostupnog zraka u ronilici je dovoljna dvama člana posade za 4 sata ronjenja pri normalnim uvjetima.
Akumulatorska baterija smještena je u srednjem dijelu trupa. Kapacitet olovnog akumulatora je 122 Ah, što ronilici omogućuje radijus djelovanja od 23 nautičke milje pri brzini od 3,7 čv.  Umjesto olovnih baterija mogu se koristiti i srebro-cink baterije koje duže traju te omogućuju veći radijus djelovanja. Iza akumulatora se nalazi prostor za smještaj korisnog tereta. Ovisno od zadatka ronilica može ponijeti dvije morske mine težine 50 kg, eksplozivna punjenja, različitu opremu i naoružanje za diverzante.
U krmenom dijelu se nalazi pogonski elektromotor snage 4,5 kW. Motor pokreće jedan propeler koji zbog smanjenja buke ima mali broj okretaja. Opremljena je i sonarom, žiro-kompasom, dubinomjerom, reflektorima i opremom za spašavanje.
 Ronilicu R-2 koriste oružane snage Hrvatske, Švedske te Crne Gore. Razvijena je i moderinizirana inačica, R-2M s poboljšanom upravljivošću, nešto drugačijom opremom i manjom bučnosti pri radu. 

## Galerija
- Ronilica tijekom pokazne vježbe na Jarunu 2011.

## Vanjske poveznice
|  | Zajednički poslužitelj ima još gradiva o temi Ronilica R-2 Mala |

- Ronilica Hrvatska tehnička enciklopedija, portal hrvatske tehničke baštine. LZMK